# Erythrina americana
Erythrina americana är en ärtväxtart som beskrevs av Philip Miller. Erythrina americana ingår i släktet Erythrina och familjen ärtväxter. Inga underarter finns listade i Catalogue of Life.

## Bildgalleri

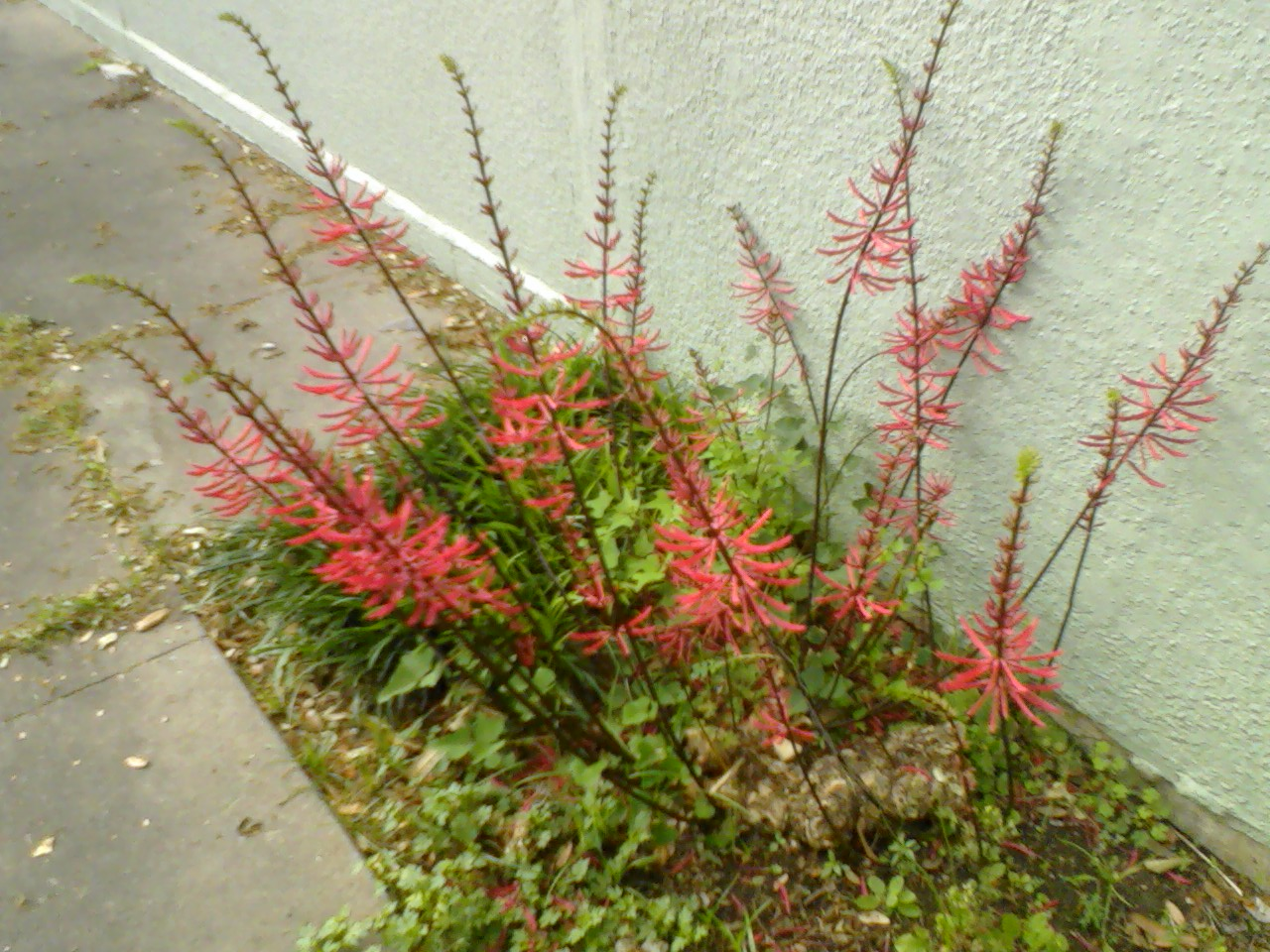
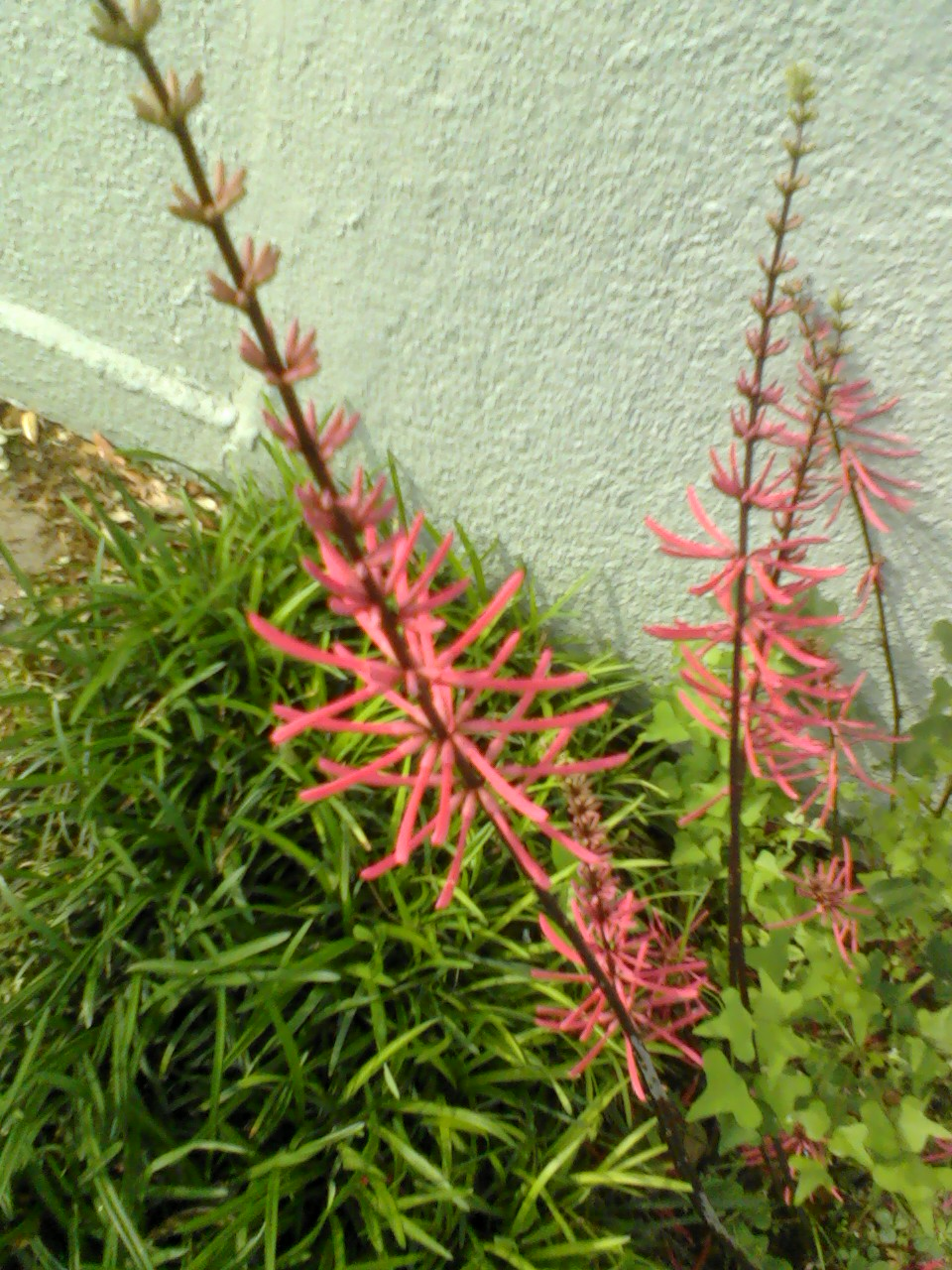
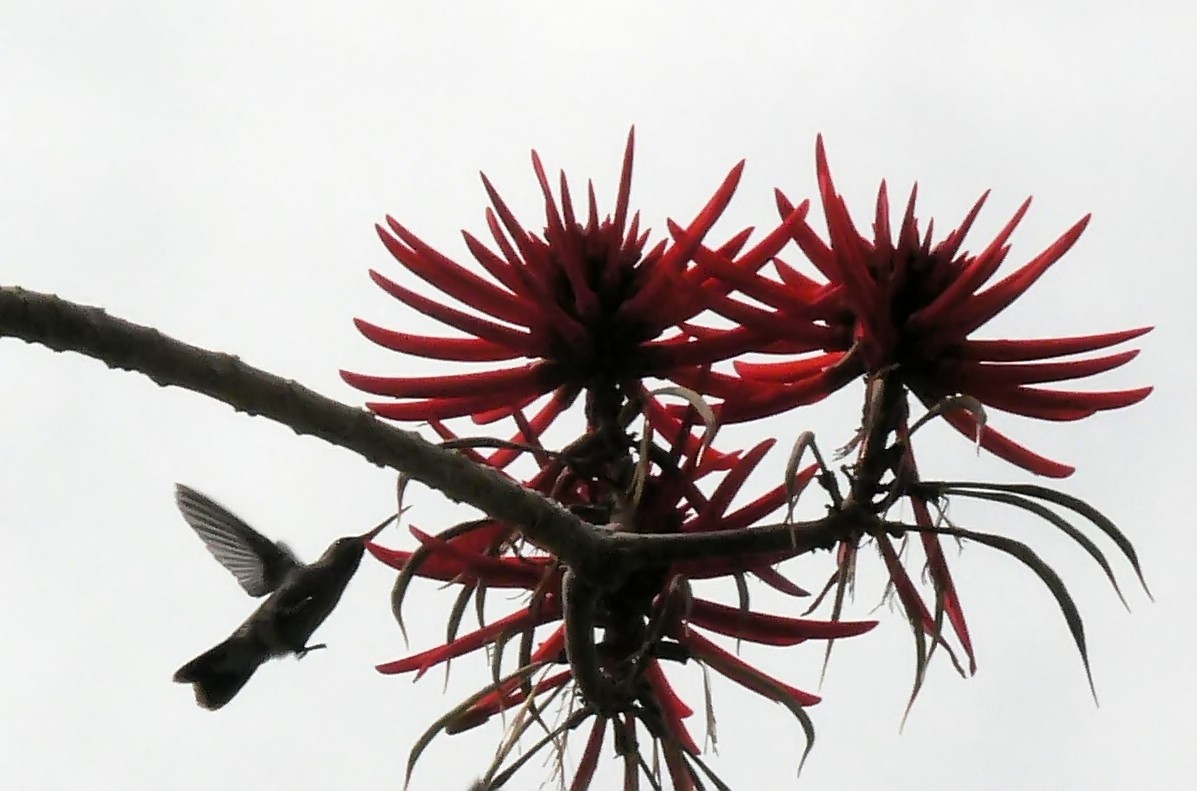